# Dysphania balistaria
Dysphania balistaria là một loài bướm đêm trong họ Geometridae.